# 6188 Robertpepin
6188 Robertpepin eller 1988 SW2 är en asteroid i huvudbältet som upptäcktes den 16 september 1988 av den amerikanska astronomen Schelte J. Bus vid Cerro Tololo. Den är uppkallad efter amerikanen Robert Pepin.
Asteroiden har en diameter på ungefär 12 kilometer  och den tillhör asteroidgruppen Themis.